# Joker (Film)
Joker ist ein US-amerikanischer psychologischer Thriller von Todd Phillips aus dem Jahr 2019, basierend auf Comic-Figuren aus dem DC-Universum. Der Film erzählt die Ursprungsgeschichte von Arthur Fleck, dargestellt von Joaquin Phoenix, der unter dem Namen Joker später der notorische Gegenspieler von Batman wird.
Der Film feierte am 31. August 2019 im Rahmen der Filmfestspiele von Venedig seine Weltpremiere, wo er mit dem Goldenen Löwen, dem Hauptpreis des Festivals, ausgezeichnet wurde. Joker wurde im September 2019 beim Toronto International Film Festival gezeigt und kam am 4. Oktober 2019 in die US-Kinos. Der deutsche Kinostart war am 10. Oktober 2019.
Im Rahmen der Oscarverleihung 2020 erhielt Joker mit insgesamt 11 Nominierungen die meisten Nominierungen, unter anderem als bester Film und Phillips für die beste Regie. Joaquin Phoenix wurde als bester Hauptdarsteller und die Musik von Hildur Guðnadóttir als beste Filmmusik ausgezeichnet.

## Handlung
Im Jahr 1981 in Gotham City: Der sensible Außenseiter Arthur Fleck lebt zusammen mit seiner Mutter Penny in einem schäbigen Apartment. Arthur, der seit seiner Kindheit selbst in unpassendsten Situationen aufgrund einer Krankheit anfängt, bei Stress laut zu lachen, arbeitet als Mietclown, träumt aber von einer Karriere als Stand-up-Comedian. Sein großes Vorbild ist der Talkmaster Murray Franklin, der eine Late-Night-Show moderiert, in der Fleck gerne auftreten würde. In ihm sieht er eine Art Vaterfigur. Schon zu Beginn des Films wird angedeutet, dass Arthur schon des Öfteren Opfer von Spott und gewaltsamen Übergriffen wurde, weswegen sein Arbeitskollege Randall ihm, dem Waffenbesitz eigentlich verboten ist, unvermittelt einen Revolver und Patronen zusteckt, damit er sich zukünftig verteidigen kann. Arthurs Mutter Penny schreibt immer wieder Briefe mit Hilfegesuchen an den superreichen Unternehmer Thomas Wayne, bei dem sie vor Jahrzehnten angestellt war, erhält jedoch nie eine Antwort.
Nach und nach verschlechtert sich Arthurs verzwickte Lage. Zunächst verliert er seinen Job, nachdem er den Revolver zu einem Clownauftritt in einem Kinderkrankenhaus mitgebracht hatte. Seiner Sozialarbeiterin, über die er auch seine Medikamente bezieht, werden alle städtischen Mittel gestrichen. Als er in der U-Bahn sitzt, belästigen drei betrunkene Yuppies eine Mitreisende. Arthur, noch im Clownskostüm, bekommt daraufhin einen zwanghaften Lachanfall, und die drei beginnen, ihn zu verspotten und dann zu verprügeln. Doch diesmal zieht Arthur in Verzweiflung seinen Revolver und erschießt die Männer. Nach der Flucht vom Tatort genießt Arthur dieses Machtgefühl und anschließend die mediale Aufmerksamkeit und Beachtung der Morde. Als Thomas Wayne, bei dem die drei Erschossenen angestellt waren, sich in einem Fernsehinterview zu den Morden abfällig über „nicht-reiche“ Menschen äußert, deren Neid für die Morde verantwortlich sei, und diese missverständlich als Clowns bezeichnet, entsteht auf den Straßen eine Protestbewegung gegen das Establishment, deren Teilnehmer – als Tribut an den der Öffentlichkeit unbekannten Mörder und Verursacher der Proteste – Clownskostüme und -masken tragen.

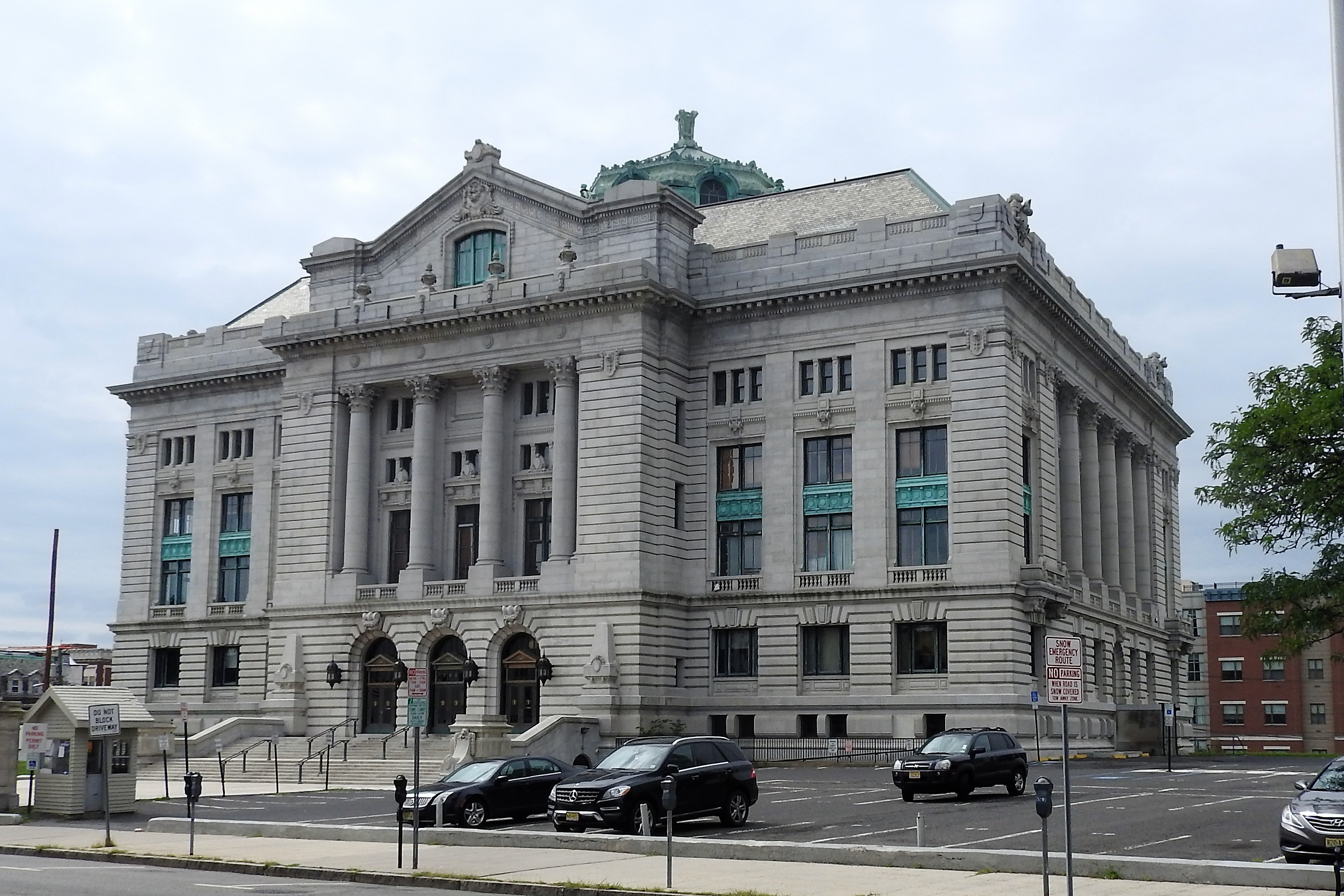
Das William-J.-Brennan-Courthouse in Jersey City diente Wayne Hall als Kulisse

In Gotham City regieren schon lange Rücksichtslosigkeit und Gewalt, durch einen Streik der Müllabfuhr versinkt die Stadt im Unrat. Thomas Wayne erklärt nun seine lange erwartete Kandidatur für das Bürgermeisteramt der Stadt und präsentiert sich als der Einzige, der Gotham aus dem Chaos retten kann. Als Arthur einen Brief seiner Mutter an Wayne öffnet, liest er, er selbst sei der Spross einer Liebesaffäre seiner Mutter mit ihrem damaligen Arbeitgeber Wayne. Er geht daraufhin zu Waynes Privatanwesen und trifft dort zunächst auf Waynes jungen Sohn Bruce. Wenig später kommt der Butler Alfred Pennyworth hinzu, dem er mitteilt, er sei der Sohn von Penny Fleck und Thomas Wayne, den er sprechen wolle. Pennyworth erwidert jedoch, dass das nicht stimme und Arthurs Mutter bereits damals unter Wahnvorstellungen gelitten habe.
Über seinen ehemaligen Arbeitgeber kommt Arthur ins Blickfeld der Polizei. Als zwei Ermittler Arthurs Wohnung aufsuchen und dort nur seine Mutter Penny vorfinden und befragen, erleidet Penny kurz darauf einen Schlaganfall und liegt fortan als Komapatientin im Krankenhaus. Parallel versucht sich Arthur weiter als Stand-up-Comedian, doch ein Auftritt bei einer Talentshow wird zur Blamage. Zudem wird eine Aufnahme dieses Auftritts dem Talkmaster Murray Franklin zugespielt, der sie in seiner Sendung zeigt und Arthur als erfolglosen „Joker“ der Lächerlichkeit preisgibt. Die Redaktion erhält jedoch viele positive Zuschauerreaktionen betreffs Arthur, so dass er zu einer der nächsten Shows eingeladen wird.
Arthur schleicht sich bei einer Wohltätigkeitsgala ein und stellt Thomas Wayne auf der Besuchertoilette zur Rede und erklärt, er sei sein Sohn. Wayne wahrt zunächst die Fassung und erwidert Arthur, er sei von seiner Mutter adoptiert worden und Penny seinerzeit bereits psychisch krank gewesen. Als Arthur erneut einen Lachanfall bekommt, entledigt sich Wayne seiner mit einem Faustschlag. Arthur entwendet nun aus der Arkham-Anstalt, in der seine Mutter während seiner Kindheit einsaß, ihre Akte, die die Aussage Waynes offiziell belegt. Demnach sei sie in die Psychiatrie eingeliefert worden, nachdem sie, psychotisch, schizophren und mit narzisstischer Persönlichkeitsstörung, ihren Sohn misshandelte, verwahrlosen und hungern ließ und zugelassen habe, dass ihr Lebensgefährte ihn missbrauchte.
Arthur verliert zunehmend den Verstand, auch weil er keine Medikamente mehr nimmt. Deprimiert betritt er die Wohnung seiner Nachbarin Sophie Dumond, mit der er sich im Verlauf des Films scheinbar immer wieder getroffen und angefreundet hat. Diese hatte ihm bei ihrer ersten Begegnung im Aufzug durch zwei Finger an die Schläfe scherzhaft angedeutet, dass sie sich ob der Zustände in ihrem Wohnhaus am liebsten erschießen wolle. Arthur macht in seiner depressiven Verfassung nun dieselbe Geste, Sophie reagiert entsetzt. Daraufhin erkennt er, dass all ihre Begegnungen nur Halluzinationen, Wunschträume waren. Er erstickt seine Mutter im Krankenhausbett mit einem Kissen und probt im Wohnzimmer seinen Auftritt bei Murray Franklin, einschließlich Suizid vor Live-Publikum. Er erhält Besuch von seinen Ex-Kollegen Gary und Randall, die ihm zum Tod seiner Mutter kondolieren. Randall möchte dabei aber auch dafür sorgen, dass Arthur bei der Befragung durch die Polizei nicht seine eigene Aussage konterkariert. Daraufhin ersticht Arthur Randall mit einer Schere, während er den kleinwüchsigen Gary, der immer nett zu ihm gewesen sei, laufen lässt. Arthur macht sich anschließend auf den Weg zum Auftritt. Unterwegs versuchen ihn zwei Ermittler aufzuhalten. Arthur flieht vor ihnen. Bei der Flucht treffen sie in einer U-Bahn auf eine größere Gruppe als Clowns kostümierter Demonstranten. Einer von ihnen wird im Gedränge von einem der Polizisten versehentlich erschossen. Beide werden im daraufhin beginnenden Aufruhr schwer verletzt, während Arthur entkommen kann. Beim Auftritt in Murray Franklins Show trägt Arthur seine fortan typische Erscheinung: rötlicher Anzug, grün gefärbtes Haar, Clownschminke im Gesicht. Er lässt sich als „Joker“ vorstellen, verhält sich affektiert und unangepasst und gibt zum Besten, er habe die drei Männer in der U-Bahn getötet und dass die Morde aus seiner Sicht niemanden interessiert hätten, wenn Leute wie er selbst dabei umgekommen wären. Franklin weiß nicht, ob er das für einen sehr schlechten Witz oder die Wahrheit halten soll und reagiert mit professionell höflicher Empörung. Daraufhin erschießt der Joker den Moderator. Die Bilder davon verbreiten sich schnell auf vielen Kanälen.
In Gotham City markiert dies den Beginn gewalttätiger Aufstände der Clownmasken-Bewegung, was der Joker auf seinem Gefangenentransport durch die Stadt sichtlich genießt. Er kann von einem der Protestierenden aus dem Streifenwagen befreit werden, indem dieser den Einsatzwagen mit einem Krankenwagen rammt: Die Protestierenden feiern ihn als Held. Im Laufe der Unruhen werden auch Thomas und Martha Wayne in einer Seitenstraße von einem Protestierenden ermordet, ihr Sohn Bruce bleibt jedoch verschont. Die Kamera zoomt aus dem ohnmächtigen Joker hinaus und es wird klar, dass es sich um eine weitere Halluzination gehandelt hat. Er kommt wieder zu sich und bemerkt, dass er aus der Nase blutet. Mit seinem Blut schminkt er sich Jokers markantes breites Grinsen und lässt sich von der Menge feiern.
Der Film endet mit einer Szene in einer Psychiatrie, wo Arthur seiner Psychiaterin erklärt, sie würde den Witz, der ihn gerade zum Lachen bringt, sowieso nicht verstehen. Anschließend hinterlässt er blutige Schuhabdrücke, während er sich vom Behandlungszimmer entfernt. Daraufhin wird er von einem Pfleger gejagt.

## Produktion

### Stab
Regie führte Todd Phillips, der gemeinsam mit Scott Silver auch das Drehbuch schrieb und mit Bradley Cooper und Emma Tillinger Koskoff den Film auch produzierte. Früh hatten Warner Bros. und DC Comics angekündigt, Joker existiere abseits des Kino-Universums um Batman und die Justice League und sei ein für sich stehender Film, der sich nicht in bestehende Handlungsstränge einfüge. Phillips gab auch bekannt, dass die Geschichte des Films völlig eigenständig sei und keinem der zuvor veröffentlichten Comics mit dem Joker folgen werde. Allerdings seien einzelne Versatzstücke des Films durchaus aus der 80-jährigen Comic-Historie der Figur übernommen, wie der Regisseur später klarstellte. Phillips erklärte, der Film handele nicht von Joker, sondern erzähle die Geschichte des Mannes, der einmal Joker werden solle. Das Budget belief sich auf ca. 55 Millionen Dollar (allerdings fehlen bei diesem Wert die Kosten für Werbung etc.).

### Besetzung und Vorbereitung

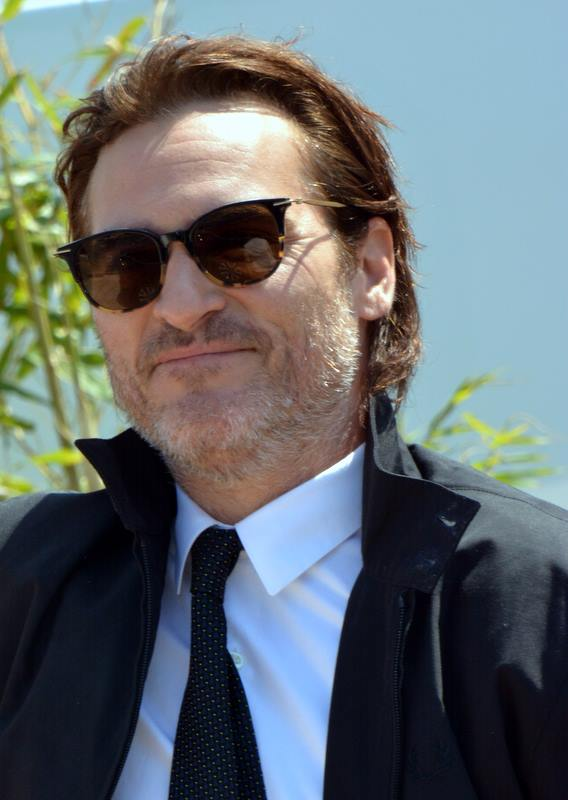
Hauptdarsteller Joaquin Phoenix nahm in Vorbereitung auf die Titelrolle rund 24 kg an Gewicht ab.

Im Juli 2018 bestätigte Warner Bros. offiziell, dass Joaquin Phoenix die titelgebende Hauptrolle von Joker, der mit bürgerlichem Namen Arthur Fleck heißt, erhält. Es handelt sich um die erste Zusammenarbeit von Phillips und dem mehrfach für einen Oscar und einen Golden Globe nominierten Schauspieler. Frances Conroy spielt seine Mutter Penny, mit der sich Arthur eine Wohnung teilt. Ebenfalls im Juli wurde bekannt, dass Robert De Niro über eine Rolle im Film verhandeln würde. Er spielt den Talkmaster Murray Franklin, der eine Late-Night-Show moderiert, in der Fleck gerne auftreten würde. Nachdem ursprünglich Alec Baldwin im Film Batmans Vater spielen sollte, wurde im September 2018 die Besetzung der Rolle von Thomas Wayne mit Brett Cullen bekannt. Sharon Washington übernahm die Rolle von Flecks Sozialarbeiterin. Ebenfalls auf der Besetzungsliste stehen Zazie Beetz als Sophie Dumond und Marc Maron als Ted Marco.
Hauptdarsteller Joaquin Phoenix hat sich eigenen Angaben zufolge in Vorbereitung auf die Rolle nicht an vorangegangenen Darstellungen des Jokers orientiert und gleichzeitig rund 24 Kilogramm an Körpergewicht abgenommen. Der hohe Gewichtsverlust in kurzer Zeit habe ihm geholfen, in die Figur zu finden. „Es war klar, dass sich das auf deine Psyche auswirkt. Du beginnst, verrückt zu werden“, so Phoenix. Ebenfalls als hilfreich habe es sich erwiesen, von Todd Phillips ein leeres Notizbuch zu erhalten, das Phoenix selbstständig mit Worten und Bildern zu füllen begann, die auch im Film Verwendung fanden. Das Gelächter des Jokers habe er gemeinsam mit dem Regisseur über mehrere Monate erarbeitet, auch wenn Phoenix diese Zusammenarbeit als sehr unangenehm empfand. Phillips unterteilte Jokers Gelächter später in drei Modulationen: das „Elend-Gelächter“ („affliction laugh“), die „einer unter vielen“-Lache („one of the guys laugh“) und das finale Gelächter aus „authentischer Freude“ heraus („authentic joy“).

### Dreharbeiten, Ausstattung und Kostüme

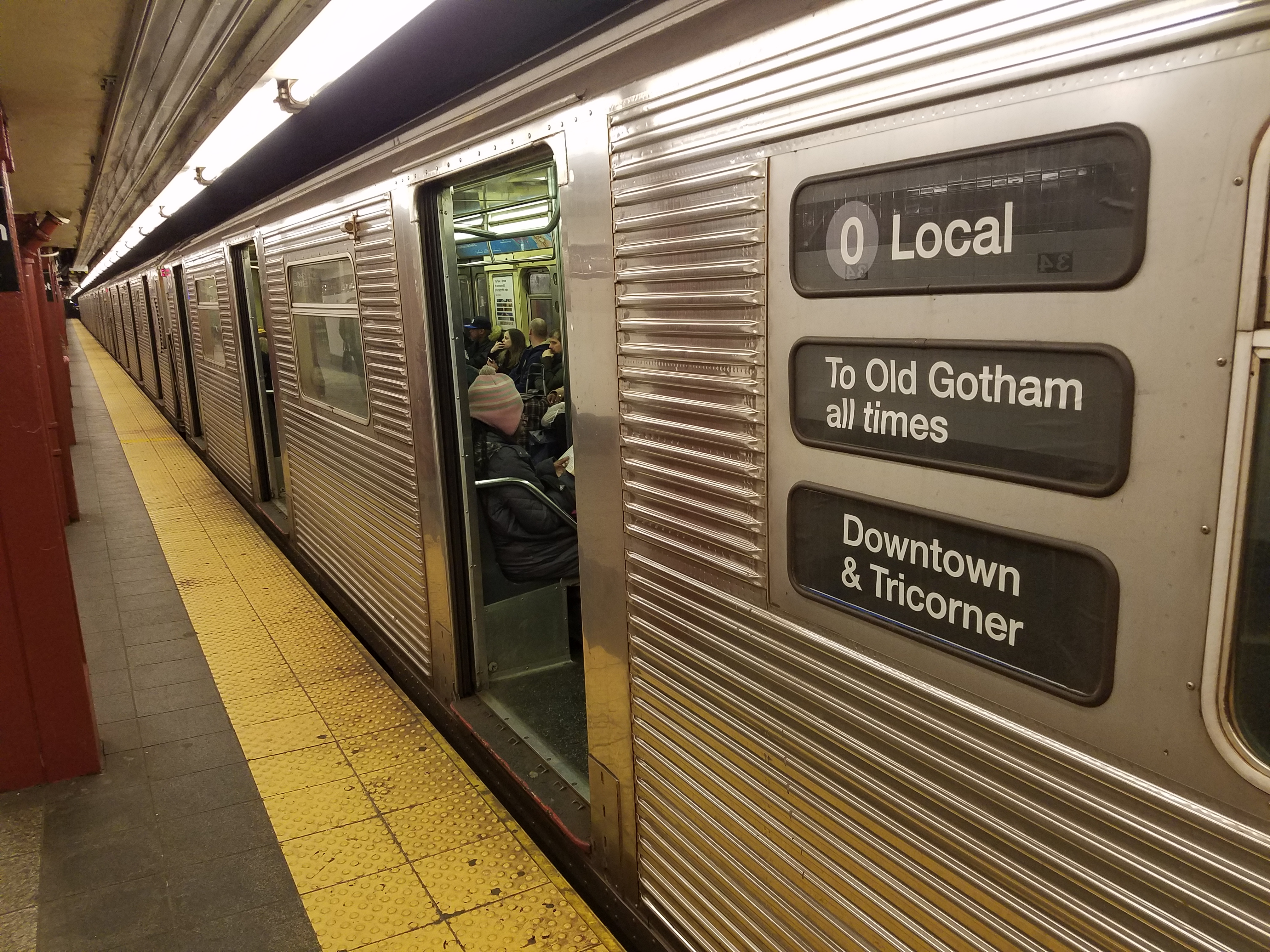
Ein für die Dreharbeiten hergerichteter Zug der New York City Subway, der nach Old Gotham fährt.

Die Dreharbeiten begannen am 10. September 2018 in New York City. So wurde unter der Manhattan Bridge in Dumbo, Brooklyn gedreht, weitere Dreharbeiten in Brooklyn erfolgten in einer Subway Station. In der Bronx drehte man vor dem Twin Donut Plus, Jerome Avenue, Ecke 208th Street, in der Bedford Park Boulevard Subway Station und eine Verfolgungsjagd unter der oberirdisch verlaufenden Subway Line Jerome Avenue – E 170th Street. Weitere Aufnahmen entstanden vor dem Paramount Theater in Newark, sowie dem William-J.-Brennan-Courthouse in Jersey City, ebenfalls in New Jersey, das Wayne Hall als Kulisse diente, und in Los Angeles. Wie zuvor bereits im Film Batman Forever und der Fernsehserie Gotham wurde das Webb Institute of Naval Architecture in Glen Cove, New York als Drehort für Wayne Manor verwendet. Die Dreharbeiten endeten am 3. Dezember 2018.
Als Kameramann fungierte Lawrence Sher. Das Szenenbild entwarf Mark Friedberg, die Kostüme stammen von dem zweifachen Oscar-Gewinner Mark Bridges. Während der Dreharbeiten wurde das Drehbuch von Phillips und Silver teilweise noch an den Drehtagen umgeschrieben.

### Filmmusik
Die Filmmusik wurde von Hildur Guðnadóttir komponiert. Erste Musikstücke entstanden dabei schon vor Beginn der Dreharbeiten auf Basis des Skripts und wurden während der Dreharbeiten am Set abgespielt. Insgesamt nahm die Komposition laut Hildur Guðnadóttir „fast anderthalb Jahre“ in Anspruch. Der Soundtrack, der insgesamt 17 Musikstücke umfasst, wurde am 27. September 2019 von WaterTower Music als Download und am 13. Dezember 2019 auch auf Vinyl beziehungsweise auf CD veröffentlicht. Im Rahmen der Grammy Awards 2021 wurde die Aufnahme als Best Score Soundtrack For Visual Media ausgezeichnet.

### Marketing und Veröffentlichung
Ein erster Trailer wurde am 3. April 2019 veröffentlicht. Ab dem 31. August 2019 wurde der Film bei den Filmfestspielen von Venedig im Hauptwettbewerb gezeigt, wo er um den Goldenen Löwen konkurrierte und gewann. Ebenfalls im September 2019 wurde er beim Toronto International Film Festival gezeigt und kam am 4. Oktober 2019 in die US-Kinos. Zu dieser Zeit wurde der Film auch beim New York Film Festival und beim Zurich Film Festival vorgestellt. Der Kinostart in Deutschland erfolgte am 10. Oktober 2019.

## Rezeption

### Altersfreigabe
In den USA erhielt der Film von der MPAA ein R-Rating, was einer Freigabe ab 17 Jahren entspricht. In Deutschland wurde der Film von der FSK ab 16 Jahren freigegeben. In der Freigabebegründung heißt es, die Inszenierung zeige den Werdegang dieses Mannes, der eigentlich eine tragische Figur ist, aber zum Täter wird, in weitgehend realistischer Manier und mit düsteren Bildern. Dabei könnten drastische Gewaltmomente sowie die moralisch-emotionale Ambivalenz des Geschehens Kinder und Jugendliche unter 16 Jahren überfordern und auch eine desorientierende Wirkung entfalten.

### Kritiken
Der Film konnte 68 Prozent aller Kritiker bei Rotten Tomatoes überzeugen und erhielt hierbei eine durchschnittliche Bewertung von 7,23 der möglichen 10 Punkte. Metacritic ermittelte einen Score von 59, was auf überwiegend gemischte Kritiken hindeutet.
Owen Gleiberman von Variety beschreibt Todd Phillips’ Joker als eine hypnotisch perverse, gruselig packende Urban-Nightmare-Comic-Fantasy. Für Arthur Fleck, den psychisch auffälligen Verlierer, empfinde man einen Hauch von Mitgefühl oder zumindest Verständnis. Sein künstliches Lachen bringe keine Freude zum Ausdruck, sondern vielmehr, dass Arthur nichts fühlt, dass er innerlich tot ist und sich am Rande eines Nervenzusammenbruchs befindet. Die Geschichte des Mannes, der davon träumt, ein erfolgreicher Stand-up-Comedian zu sein, erinnere Gleiberman an Martin Scorseses und Robert De Niros Filme Taxi Driver und The King of Comedy. Es gebe auch Elemente aus Death Wish, Network, V wie Vendetta, Das Imperium schlägt zurück, The Shining und The Purge.
Auch Andreas Borcholte von Spiegel Online erinnert die DNA dieses Jokers an die beiden Scorsese-Filme der 1970er und frühen 1980er Jahre, doch als Hommage an diese zitiere Joker seine Vorbilder nie aufdringlich, sondern zelebriere sie liebevoll in einem ruhigen Fluss konzentrierter Szenen und Bilder. Bis kurz vor Schluss von Joker vergesse man, dass man einen Comicfilm schaut, so Borcholte. Joaquin Phoenix gelinge es, das ganze Elend der conditio humana in dieser sich quälenden Grimasse zu verdichten, sein hysterisches Lachen und haltloses Schluchzen über den Irrsinn der Welt liegen in seinem Gesicht übereinander wie die Theatermasken Tragödie und Komödie, und sein Spiel sei brillant und besorgniserregend zugleich.
Tobias Kniebe von der Süddeutschen Zeitung schreibt, Phoenix sei ein „Joker“ für die Filmgeschichte, was bei dieser Rolle etwas heißen wolle, die schon Heath Ledger zu einer Intensität getrieben hat, hinter der dann nur noch der Tod lauerte: „Joaquin Phoenix war schon all die Jahre fast zu intensiv, um normale Menschen zu verkörpern, aber hier stürzt er sich in den Wahnsinn und schaut nicht mehr zurück. Man spürt keinen Millimeter Distanz zu den Träumen dieses Arthur Fleck, zu seinen Hoffnungen und Illusionen, seiner Erniedrigung, seinem Schmerz und seiner Wut.“

### Einspielergebnis
Die weltweiten Einnahmen des Films aus Kinovorführungen belaufen sich auf 1,07 Milliarden US-Dollar, was ihn zum ersten R-Rated-Film macht, der diese Marke je übersprungen hat. Davon kommen 336 Millionen aus den USA. In der Liste der erfolgreichsten Filme des Jahres 2019 befindet er sich auf Platz 6. In der Liste der weltweit erfolgreichsten Filme aller Zeiten steht er auf Platz 41 (Stand: 19. April 2025). In Deutschland startete der Film am ersten Wochenende mit 940.402 Besuchern und verzeichnet insgesamt 4.256.940 Besucher, womit er sich auf Platz 6 der Jahres-Charts 2019 befindet.

### Auszeichnungen (Auswahl)
Vom American Film Institute wurde der Film in die Top 10 der besten Filme 2019 aufgenommen. Im Folgenden eine Auswahl weiterer Auszeichnungen und Nominierungen.
AACTA International Awards 2020
- Nominierung als Bester Film
- Nominierung für die Beste Regie (Todd Phillips)
- Nominierung für das Beste Drehbuch (Todd Phillips & Scott Silver)
- Nominierung als Bester Hauptdarsteller (Joaquin Phoenix)[46]

American Society of Cinematographers Awards 2020
- Nominierung für die Beste Kamera (Lawrence Sher)[47]

Art Directors Guild Awards 2020
- Nominierung in der Kategorie Period Film (Mark Friedberg)[48]

British Academy Film Awards 2020
- Auszeichnung als Bester Hauptdarsteller (Joaquin Phoenix)
- Auszeichnung für die Beste Filmmusik (Hildur Guðnadóttir)
- Auszeichnung für das Beste Casting (Shayna Markowitz)
- Nominierung als Bester Film
- Nominierung für die Beste Regie (Todd Phillips)
- Nominierung für das Beste adaptierte Drehbuch (Todd Phillips und Scott Silver)
- Nominierung für die Beste Kamera (Lawrence Sher)
- Nominierung für den Besten Schnitt (Jeff Groth)
- Nominierung für den Besten Ton (Tod Maitland, Alan Robert Murray, Tom Ozanich & Dean Zupancic)
- Nominierung für das Beste Szenenbild (Mark Friedberg und Kris Moran)
- Nominierung für die Beste Maske (Best Make Up & Hair) (Kay Georgiou und Nicki Ledermann)

Camerimage 2019
- Auszeichnung mit dem Goldenen Frosch (Lawrence Sher)
- Auszeichnung mit dem Publikumspreis[49][50]

César 2020
- Nominierung als Bester ausländischer Film

Chicago Film Critics Association Awards 2019
- Nominierung als Bester Hauptdarsteller (Joaquin Phoenix)[51]

Cinema Audio Society Awards 2020
- Nominierung in der Kategorie Live-Action-Spielfilm[52]

Critics’ Choice Movie Awards 2020
- Auszeichnung als Bester Hauptdarsteller (Joaquin Phoenix)
- Auszeichnung für die Beste Filmmusik (Hildur Guðnadóttir)
- Nominierung als Bester Film
- Nominierung für das Beste adaptierte Drehbuch (Todd Phillips & Scott Silver)
- Nominierung für die Beste Kamera (Lawrence Sher)
- Nominierung für das Beste Szenenbild (Mark Friedberg und Kris Moran)
- Nominierung für die Besten Frisuren und das beste Make-up[53][54]

Detroit Film Critics Society Awards 2019
- Nominierung als Bester Schauspieler (Joaquin Phoenix)[55]

Eddie Awards 2020
- Nominierung in der Kategorie Bester Filmschnitt – Drama (Jeff Groth)[56]

Golden Globe Awards 2020
- Auszeichnung als Bester Hauptdarsteller – Drama (Joaquin Phoenix)
- Auszeichnung für die Beste Filmmusik (Hildur Guðnadóttir)
- Nominierung als Bester Film – Drama (Todd Phillips)
- Nominierung für die Beste Regie (Todd Phillips)

Goldene Himbeere 2020
- Nominierung in der Kategorie Rücksichtsloseste Missachtung von Menschenleben und öffentlichem Eigentum

Grammy Awards 2021
- Auszeichnung als Best Score Soundtrack For Visual Media (Hildur Guðnadóttir)
- Nominierung als Best Arrangement, Instrumental or A Cappella („Bathroom Dance“, Hildur Guðnadóttir)

Golden Reel Awards 2020
- Nominierung in der Kategorie Best Sound Editing: Dialogue and ADR in a Feature Film
- Nominierung in der Kategorie Best Sound Editing: Sound Effects and Foley in a Feature Film
- Nominierung in der Kategorie Best Sound Editing: Music Underscore in a Feature Film[57]

Hollywood Music in Media Awards 2019
- Auszeichnung für die Beste Filmmusik – Spielfilm (Hildur Guðnadóttir)[58]

Internationale Filmfestspiele von Venedig 2019
- Auszeichnung mit dem Goldenen Löwen (Todd Phillips)

London Critics’ Circle Film Awards 2020
- Auszeichnung als Bester Schauspieler (Joaquin Phoenix)
- Nominierung als Bester Film[59]

Make-Up Artists and Hair Stylists Guild Awards 2020
- Auszeichnung für das Beste historische oder Figuren-Make-Up – Spielfilm (Nicole Ledermann, Tania Ribalow & Sunday Englis)
- Nominierung für das Beste zeitgenössische Haarstyling – Spielfilm (Kay Georgiou & Vanessa Anderson)[60]

National Film & TV Awards 2019
- Auszeichnung für die Beste Schauspielleistung 2019 (Robert De Niro)
- Nominierung als Bester Film 2019
- Nominierung als Bester Actionfilm 2019
- Nominierung für die Beste Schauspielleistung 2019 (Joaquin Phoenix)[61]

Online Film Critics Society Awards 2020
- Nominierung als Bester Hauptdarsteller (Joaquin Phoenix)
- Nominierung für die Beste Filmmusik (Hildur Guðnadóttir)[62]

Oscarverleihung 2020
- Nominierung als Bester Film
- Nominierung für die Beste Regie (Todd Phillips)
- Nominierung für das Beste adaptierte Drehbuch (Todd Phillips & Scott Silver)
- Auszeichnung als Bester Hauptdarsteller (Joaquin Phoenix)
- Nominierung für die Beste Kamera (Lawrence Sher)
- Nominierung für den Besten Schnitt (Jeff Groth)
- Nominierung für den Besten Tonschnitt (Alan Robert Murray)
- Nominierung für den Besten Ton
- Auszeichnung für die Beste Filmmusik (Hildur Guðnadóttir)
- Nominierung für das Beste Make-up und die besten Frisuren
- Nominierung für das Beste Kostümdesign (Mark Bridges)

Palm Springs International Film Festival 2019
- Auszeichnung mit dem Chairman’s Award (Joaquin Phoenix)[63]
- Auszeichnung mit dem Creative Impact in Directing Award (Todd Phillips)[64]

Producers Guild of America Awards 2020
- Nominierung als Bester Film (Todd Phillips & Bradley Cooper, Emma Tillinger Koskoff)[65]

Satellite Awards 2019
- Auszeichnung für das Beste adaptierte Drehbuch (Todd Phillips & Scott Silver)
- Auszeichnung für die Beste Filmmusik (Hildur Guðnadóttir)
- Nominierung als Bester Film – Drama
- Nominierung als Bester Hauptdarsteller – Drama (Joaquin Phoenix)
- Nominierung für die Beste Kamera (Lawrence Sher)
- Nominierung für die Besten Visuellen Effekte (Edwin Rivera, Mathew Giampa &  Bryan Godwin)
- Nominierung für den Besten Filmschnitt (Jeff Groth)
- Nominierung für den Besten Tonschnitt (Alan Robert Murray, Tom Ozanich & Dean Zupancic)
- Nominierung für das Beste Szenenbild (Mark Friedberg & Laura Ballinger)
- Nominierung für das Beste Kostümdesign (Mark Bridges)[66]

Saturn Awards 2021
- Auszeichnung als Beste Comicverfilmung
- Nominierung für das Beste Drehbuch (Todd Phillips & Scott Silver)
- Nominierung als Bester Hauptdarsteller (Joaquin Phoenix)
- Nominierung als Beste Nebendarstellerin (Zazie Beetz)
- Nominierung für die Beste Ausstattung (Mark Friedberg)

Screen Actors Guild Awards 2020
- Auszeichnung als Bester Hauptdarsteller (Joaquin Phoenix)
- Nominierung für das Beste Stuntensemble

Visual Effects Society Awards 2020
- Nominierung in der Kategorie Herausragende visuelle Effekte als Unterstützung in einem fotorealistischen Spielfilm (Edwin Rivera, Brice Parker, Mathew Giampa, Bryan Godwin & Jeff Brink)[67]

Writers Guild of America Awards 2020
- Nominierung für das Beste adaptierte Drehbuch (Todd Phillips und Scott Silver)[68]

## Synchronisation
Die deutsche Synchronisation entstand nach einem Dialogbuch und der Dialogregie von Tobias Meister im Auftrag der Interopa Film GmbH, Berlin, im Vertrieb der Warner Bros. Entertainment GmbH.
| Rolle                | Darsteller          | Synchronsprecher   |
| -------------------- | ------------------- | ------------------ |
| Arthur Fleck / Joker | Joaquin Phoenix     | Tobias Kluckert    |
| Murray Franklin      | Robert De Niro      | Christian Brückner |
| Sophie Dumond        | Zazie Beetz         | Runa Aléon         |
| Gene Ufland          | Marc Maron          | Bernd Vollbrecht   |
| Thomas Wayne         | Brett Cullen        | Erich Räuker       |
| Penny Fleck          | Frances Conroy      | Marina Krogull     |
| Hoyt Vaughn          | Josh Pais           | Frank Röth         |
| Carl                 | Brian Tyree Henry   | Jan-David Rönfeldt |
| Bruce Wayne          | Dante Pereira-Olson | Emil Graf          |
| Alfred Pennyworth    | Douglas Hodge       | Dirk Bublies       |
| Detective Garrity    | Bill Camp           | Marco Kröger       |
| Detective Burke      | Shea Whigham        | Axel Malzacher     |
| Randall              | Glenn Fleshler      | Sven Brieger       |
| Gary                 | Leigh Gill          | Rainer Fritzsche   |
| Dr. Benjamin Stoner  | Frank Wood          | Romanus Fuhrmann   |
| Comedian             | Gary Gulman         | Christoph Banken   |

## Fortsetzung
Im Juni 2022 verkündete Regisseur Todd Phillips, dass er gemeinsam mit Scott Silver eine Fortsetzung mit dem Titel Joker: Folie à Deux geschrieben hat. Die Dreharbeiten wurden am 10. Dezember 2022 begonnen und am 5. April 2023 abgeschlossen; der Film kam am 4. Oktober 2024 in die US-amerikanischen und deutschen Kinos.